# تركي العبدلي
تركي علي العبدلي لاعب كرة قدم سعودي ، يلعب في نادي الإعتماد.

## مسيرة اللاعب
لعب في نادي الوطني ونادي الصقور ونادي حقل ونادي الإعتماد.